# Thallarcha zophophanes
Thallarcha zophophanes là một loài bướm đêm thuộc phân họ Arctiinae, họ Erebidae.